# Moody (Alabama)
Moody és una població dels Estats Units a l'estat d'Alabama. Segons el cens del 2000 tenia 8.053 habitants.

## Demografia
Segons el cens del 2000, Moody tenia 8.053 habitants, 3.126 habitatges, i 2.341 famílies. La densitat de població era de 130,1 habitants/km².
Dels 3.126 habitatges en un 34,6% hi vivien nens de menys de 18 anys, en un 60,8% hi vivien parelles casades, en un 10,6% dones solteres, i en un 25,1% no eren unitats familiars. En el 22,2% dels habitatges hi vivien persones soles el 8,1% de les quals corresponia a persones de 65 anys o més que vivien soles. El nombre mitjà de persones vivint en cada habitatge era de 2,58 i el nombre mitjà de persones que vivien en cada família era de 3,02.
Per edats la població es repartia de la següent manera: un 26,2% tenia menys de 18 anys, un 7,8% entre 18 i 24, un 31,6% entre 25 i 44, un 23,6% de 45 a 60 i un 10,7% 65 anys o més.
L'edat mediana era de 36 anys. Per cada 100 dones hi havia 95,6 homes. Per cada 100 dones de 18 o més anys hi havia 90,8 homes.
La renda mediana per habitatge era de 39.500 $ i la renda mediana per família de 43.767 $. Els homes tenien una renda mediana de 38.150 $ mentre que les dones 26.089 $. La renda per capita de la població era de 18.208 $. Aproximadament el 12% de les famílies i el 12,6% de la població estaven per davall del llindar de pobresa.

## Poblacions properes
El següent diagrama mostra les poblacions més properes.